# Александер Ляйпольд
Александер Ляйпольд (нім. Alexander Leipold; нар. 2 червня 1969, Альценау, Баварія) — німецький борець вільного стилю, чемпіон, триразовий срібний та бронзовий призер чемпіонатів світу, триразовий чемпіон, дворазовий срібний та дворазовий бронзовий призер чемпіонатів Європи, триразовий володар та бронзовий призер Кубків світу, учасник чотирьох Олімпійських ігор.

## Життєпис
Боротьбою почав займатися з 1975 року. У 1985 році став срібним призером чемпіонату Європи серед юніорів. Наступного року виборов медаль такого ж ґатунку на світовій юніорській першості. У 1988 році став чемпіоном Європи серед молоді, а ще через рік йому підкорився чемпіонський титул і світової молодіжної першості.
Виступав за борцівський клуб «AC Bavaria», Гольдбах. Тренер — Герхард Вейзенбергер.
На літніх Олімпійських іграх 2000 року в Сіднеї мав місце резонансний інцидент. Александер Ляйпольд, який виграв золоту медаль з вільної боротьби у ваговій категорії до 76 кг, провалив допінг-тест, і був позбавлений титулу й трофею. Унаслідок цього було здійснено перерозподіл медалей між призерами змагань у цій ваговій категорії.

## Спортивні результати на міжнародних змаганнях

### Виступи на Олімпіадах
| Змагання                    | Збірна            | Вагова категорія          | Місце                     |
| --------------------------- | ----------------- | ------------------------- | ------------------------- |
| Літні Олімпійські ігри 1988 | Західна Німеччина | вільна боротьба, до 68 кг | 7                         |
| Літні Олімпійські ігри 1992 | Німеччина         | вільна боротьба, до 74 кг | 11                        |
| Літні Олімпійські ігри 1996 | Німеччина         | вільна боротьба, до 74 кг | 5                         |
| Літні Олімпійські ігри 2000 | Німеччина         | вільна боротьба, до 76 кг | ( Золото) дискваліфікація |

### Виступи на Чемпіонатах світу
| Змагання                        | Збірна    | Вагова категорія          | Місце  |
| ------------------------------- | --------- | ------------------------- | ------ |
| Чемпіонат світу з боротьби 1989 | ФРН       | вільна боротьба, до 74 кг | 6      |
| Чемпіонат світу з боротьби 1991 | Німеччина | вільна боротьба, до 74 кг | 4      |
| Чемпіонат світу з боротьби 1993 | Німеччина | вільна боротьба, до 68 кг | 8      |
| Чемпіонат світу з боротьби 1994 | Німеччина | вільна боротьба, до 68 кг | Золото |
| Чемпіонат світу з боротьби 1995 | Німеччина | вільна боротьба, до 74 кг | Срібло |
| Чемпіонат світу з боротьби 1997 | Німеччина | вільна боротьба, до 76 кг | Срібло |
| Чемпіонат світу з боротьби 1998 | Німеччина | вільна боротьба, до 76 кг | Бронза |
| Чемпіонат світу з боротьби 1999 | Німеччина | вільна боротьба, до 76 кг | Срібло |
| Чемпіонат світу з боротьби 2001 | Німеччина | вільна боротьба, до 76 кг | 19     |
| Чемпіонат світу з боротьби 2002 | Німеччина | вільна боротьба, до 74 кг | 10     |

### Виступи на Чемпіонатах Європи
| Змагання                         | Збірна    | Вагова категорія          | Місце  |
| -------------------------------- | --------- | ------------------------- | ------ |
| Чемпіонат Європи з боротьби 1988 | ФРН       | вільна боротьба, до 68 кг | 6      |
| Чемпіонат Європи з боротьби 1991 | Німеччина | вільна боротьба, до 74 кг | Золото |
| Чемпіонат Європи з боротьби 1992 | Німеччина | вільна боротьба, до 74 кг | 4      |
| Чемпіонат Європи з боротьби 1994 | Німеччина | вільна боротьба, до 74 кг | Бронза |
| Чемпіонат Європи з боротьби 1995 | Німеччина | вільна боротьба, до 74 кг | Золото |
| Чемпіонат Європи з боротьби 1996 | Німеччина | вільна боротьба, до 74 кг | 5      |
| Чемпіонат Європи з боротьби 1997 | Німеччина | вільна боротьба, до 76 кг | Срібло |
| Чемпіонат Європи з боротьби 1998 | Німеччина | вільна боротьба, до 76 кг | Золото |
| Чемпіонат Європи з боротьби 1999 | Німеччина | вільна боротьба, до 76 кг | Бронза |
| Чемпіонат Європи з боротьби 2002 | Німеччина | вільна боротьба, до 74 кг | 6      |
| Чемпіонат Європи з боротьби 2003 | Німеччина | вільна боротьба, до 74 кг | Срібло |
| Чемпіонат Європи з боротьби 2004 | Німеччина | вільна боротьба, до 74 кг | 9      |

### Виступи на Кубках світу
| Змагання                    | Збірна    | Вагова категорія          | Місце  |
| --------------------------- | --------- | ------------------------- | ------ |
| Кубок світу з боротьби 1997 | Німеччина | вільна боротьба, до 76 кг | Золото |
| Кубок світу з боротьби 1998 | Німеччина | вільна боротьба, до 76 кг | Золото |
| Кубок світу з боротьби 1999 | Німеччина | вільна боротьба, до 76 кг | Золото |
| Кубок світу з боротьби 2002 | Німеччина | вільна боротьба, до 74 кг | Бронза |

### Виступи на інших змаганнях
| Змагання                           | Збірна    | Вагова категорія          | Місце  |
| ---------------------------------- | --------- | ------------------------- | ------ |
| Гран-прі Німеччини з боротьби 1988 | ФРН       | вільна боротьба, до 68 кг | 6      |
| Гран-прі Німеччини з боротьби 1989 | ФРН       | вільна боротьба, до 68 кг | 5      |
| Гран-прі Німеччини з боротьби 1992 | Німеччина | вільна боротьба, до 74 кг | Бронза |
| Гран-прі Німеччини з боротьби 1993 | Німеччина | вільна боротьба, до 74 кг | Срібло |
| Гран-прі Німеччини з боротьби 1994 | Німеччина | вільна боротьба, до 68 кг | Золото |
| Гран-прі Німеччини з боротьби 1995 | Німеччина | вільна боротьба, до 74 кг | Золото |
| Гран-прі Німеччини з боротьби 1996 | Німеччина | вільна боротьба, до 74 кг | 9      |
| Гран-прі Німеччини з боротьби 1998 | Німеччина | вільна боротьба, до 76 кг | Золото |
| Гран-прі Німеччини з боротьби 1999 | Німеччина | вільна боротьба, до 76 кг | Золото |
| Гран-прі Німеччини з боротьби 2002 | Німеччина | вільна боротьба, до 74 кг | Золото |

### Виступи на змаганнях молодших вікових груп
| Змагання                                       | Збірна | Вагова категорія          | Місце  |
| ---------------------------------------------- | ------ | ------------------------- | ------ |
| Чемпіонат Європи з боротьби серед юніорів 1985 | ФРН    | вільна боротьба, до 52 кг | Срібло |
| Чемпіонат світу з боротьби серед юніорів 1986  | ФРН    | вільна боротьба, до 65 кг | Срібло |
| Чемпіонат Європи з боротьби серед юніорів 1987 | ФРН    | вільна боротьба, до 68 кг | 5      |
| Чемпіонат Європи з боротьби серед молоді 1988  | ФРН    | вільна боротьба, до 68 кг | Золото |
| Чемпіонат світу з боротьби серед молоді 1989   | ФРН    | вільна боротьба, до 74 кг | Золото |